# Юр (Удмуртия)
Юр — посёлок в Ярском районе Удмуртской Республики Российской Федерации. Входит в состав муниципального образования Уканское сельское поселение.

## География
Располагается на реке Юрка в 16 км юго-западнее Яра.

## История
По состоянию на 1 августа 1957 года деревня, административный центр Юрского сельсовета. В 1979 году деревня Юр была объединёна с починком Еловский в посёлок Юр.

## Население
Население к 1980 году составляло 170 человек, а с Еловским насчитывалось 340 жителей.
| 1980 | 2010 | 2012 |
| ---- | ---- | ---- |
| 170  | ↗210 | ↘203 |

## Инфраструктура
Личное подсобное хозяйство с зоной сельскохозяйственного использования, индивидуальная застройка усадебного типа.
Юрский ФАП.

## Транспорт
Юр доступен автотранспортом.